# Srivaikuntam
Srivaikuntam là một thị xã panchayat của quận Toothukudi thuộc bang Tamil Nadu, Ấn Độ.

## Địa lý
Srivaikuntam có vị trí 8°37′B 77°56′Đ / 8,62°B 77,93°Đ Nó có độ cao trung bình là 17 mét (55 feet).

## Nhân khẩu
Theo điều tra dân số năm 2001 của Ấn Độ, Srivaikuntam có dân số 16.214 người. Phái nam chiếm 48% tổng số dân và phái nữ chiếm 52%. Srivaikuntam có tỷ lệ 77% biết đọc biết viết, cao hơn tỷ lệ trung bình toàn quốc là 59,5%: tỷ lệ cho phái nam là 81%, và tỷ lệ cho phái nữ là 72%. Tại Srivaikuntam, 11% dân số nhỏ hơn 6 tuổi.